# Ona to zna
"Ona to zna" je četvrti i zadnji singl srbijanskog novovalnog sastava Idoli. Singl je dijeljen s časopisom Džuboks. Pjesma se pojavila na soundtrack albumu Šest dana juna. Live inačica pjesme objavljena je na live albumu Vlade Divljana, Odbrana i zaštita.

## Popis pjesama
1. "Ona to zna" (2:55)
2. "Ljubavi" (3:35)

## Učestvovali na snimanju
- Vlada Divljan (gitara, vokal)
- Srđan Šaper (gitara, vokal)
- Zdenko Kolar (bas-gitara)
- Branko Isaković (bas-gitara)
- Ivan Stančić Piko (bubnjevi)
- Boban Đorđević (bubnjevi)
- Đorđe Petrović (sintesajzer)
- Dragan Ilić (sintesajzer)
- Dragomir Mihajlović Gagi (gitara)
- Vuk Vujačić (saksofon)

## Vanjske poveznice
- EX YU ROCK enciklopedija 1960-2006,  Janjatović Petar;  ISBN 978-86-905317-1-4